# Niederroth
Niederroth ist ein Gemeindeteil des Marktes Markt Indersdorf, der circa 30 Kilometer nordwestlich von München im oberbayerischen Landkreis Dachau liegt.

## Geschichte
Um 849 fand die erste Nennung des Ortes „Niederroth“ statt. Bis ins 19. Jahrhundert war das Dorf stark von der Landwirtschaft geprägt mit vielen Bauernhöfen. Der Strukturwandel in der Landwirtschaft und das Arbeitsplatzangebot in der Region sowie die allgemeine Entwicklung haben zu einer Veränderung des Ortsbilds geführt. Zum 1. Mai 1978 wurden die damalige Gemeinde Niederroth nach Markt Indersdorf eingegliedert.

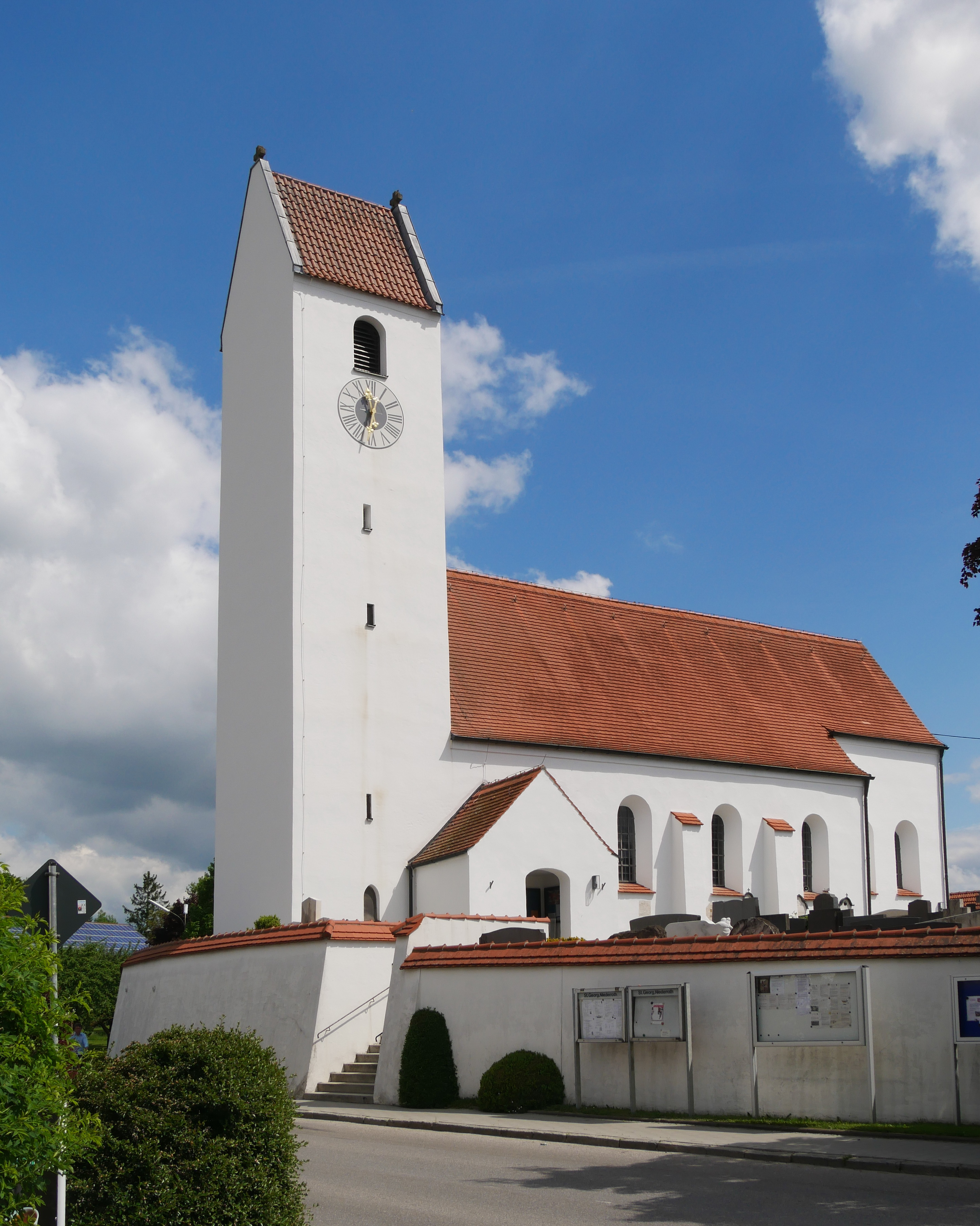
Kirche St. Georg

## Kirche und Kapelle
- Die Kirche St. Georg in Niederroth wurde erstmals 1151 genannt. Als Pfarrei erscheint sie 1315.[3]
- Die Marienkapelle wurde in den Jahren 2011/12 errichtet und befindet sich auf einem Privatgrundstück am östlichen Ortsrand von Niederroth.[4]

## Vereine
- SV Niederroth 1956 e. V.
- Bajuwarischer Burschenverein Niederroth e. V.
- Madlverein Niederroth e. V.[5]
- Dart Club Niederroth e. V.[6]
- Freiwillige Feuerwehr Niederroth e. V.[7]
- Schützenverein Eichenlaub Niederroth e. V.
- Krieger- und Soldatenverein Niederroth
- Gartenbauverein Niederroth
- VdK Niederroth

## Veranstaltungen
- Maibaumaufstellen im 3-Jahres-Turnus

## Verkehr und Infrastruktur
- Durch Niederroth verläuft die Staatsstraße 2050.
- Der Haltepunkt Niederroth der Bahnstrecke Dachau–Altomünster wird von der S-Bahnlinie 2 der S-Bahn München bedient.
- Der Flughafen München „Franz Josef Strauß“ ist mit dem PKW in ca. 30 Minuten zu erreichen.